# 乌鲁格特佩
乌鲁格特佩（Ulug depe，土库曼语中是“大山丘”的意思）是一座青铜时代考古遗址，位于土库曼斯坦东南部阿哈尔州卡卡县科佩特达格山脉的脚下，卡拉库姆沙漠之中。它占地约13公顷，坐落在约30米高的土丘上，包含了新石器时代晚期中亚延续时间最长最长的地层序列，从杰屯文化直到前阿契美尼德时代。

## 历史
乌鲁格特佩位于杜沙克附近。青铜时代开始时，乌鲁格德佩就已经是一个繁荣的农业城镇，建立于科佩特达格山脉北麓的肥沃地区。1960年代后期，苏联考古学家维克多·萨里安尼季发现了乌鲁格特佩的重要性，描述了该遗址从新石器时代（公元前6千年）到阿契美尼德时代（公元前1千年）的居民情况。
下表是Olivier Lecomte对乌鲁格特佩定居点的历史分期：
| 分期                                         | 时间          |
| -------------------------------------------- | ------------- |
| 新石器时代杰屯类型                           | 6200–5000 BCE |
| 前铜石并用时代 （阿瑙·亚文化）               | 5200–4800 BCE |
| 铜石并用时代早期 （纳玛兹加一期）            | 4800–4000 BCE |
| 铜石并用时代中期 （纳玛兹加二期）            | 4000–3500 BCE |
| 铜石并用时代晚期 （纳玛兹加三期）            | 3500–3000 BCE |
| 青铜时代早期（纳玛兹加四期）                 | 3000–2500 BCE |
| 青铜时代中期（纳玛兹加五期）                 | 2500–2200 BCE |
| 青铜时代晚期（纳玛兹加六期）                 | 2200–1500 BCE |
| 青铜时代晚期（马尔吉亚纳文明, 戈努尔型）     | 2200–1800 BCE |
| 青铜时代晚期（马尔吉亚纳文化，托戈洛克型）   | 1800–1500 BCE |
| 铁器时代早期（雅兹一期）                     | 1500–1100 BCE |
| 远古德希斯坦（西南土库曼斯坦）               | 1300–500 BCE  |
| 前阿契美尼德和阿契美尼德时代（雅兹二、三期） | 1100–329 BCE  |